# ФК „Шабла“
ФК „Шабла“ е футболен отбор от град Шабла, България.
Състезава се в Североизточната В група. През втората половина на XX век е носил името „Нефтеник“. Основните цветове на отбора са оранжево и бяло.
В началото на 2011 г. отборът се разпада, след като на сесията на Общинския съвет не е намерен вариант за издръжката на клуба, и напуска Североизточната В група. В града е учреден нов футболен клуб – „Нефтеник 2010“.